# Emmanuel Maboang
Emmanuel Maboang Kessack (Ndiki, Región del Centro, Camerún; 27 de noviembre de 1968) es un exfutbolista camerunés. Jugaba de centrocampista y fue internacional por la selección de Camerún en 12 encuentros durante 1990 y 1995, además formó parte de los planteles que jugaron la Copa del Mundo de Italia 1990 y Estados Unidos 1994.

## Selección nacional

### Participaciones en Copas del Mundo
| Copa            | Sede           | Resultado        |
| --------------- | -------------- | ---------------- |
| Mundial de 1990 | Italia         | Cuartos de final |
| Mundial de 1994 | Estados Unidos | Primera fase     |

### Participaciones en Copas Africanas
| Copa                           | Sede    | Resultado    |
| ------------------------------ | ------- | ------------ |
| Copa Africana de Naciones 1990 | Argelia | Primera fase |
| Copa Africana de Naciones 1992 | Senegal | Cuarto lugar |

## Clubes
| Club          | País      | Año       |
| ------------- | --------- | --------- |
| Canon Yaoundé | Camerún   | 1990-1991 |
| Portimonense  | Portugal  | 1991-1992 |
| Rio Ave       | Portugal  | 1992-1995 |
| Pelita Jaya   | Indonesia | 1997-1998 |

Referencia.